# Tobruk
Tobruk (arabsko: طبرق; druge oblike prepisa: Tóbruch, Tobruch, Ţubruq, Tobruck ) je mesto, pristanišče, polotok in občina v severovzhodni Libiji, blizu meje z Egiptom. Mesto ima 110.000 prebivalcev (2006).
Tobruk je bil v antiki grška kolonija, kasneje je bila tam rimska utrdba na meji Cirenajke. Skozi stoletja je bil Tobruk postaja karavan. Leta 1911 je postal italijansko oporišče. Italijanski kolonisti so gradili prvi hotel v Tobruku. Leta 1941 pa so ga po dolgi bitki proti Nemcem zavzeli Angleži.  Po vojni so ga obnovili, kasneje pa še povečali zaradi gradnje naftovoda. 